# Chálid al-Azm
Chálid al-Azm (arabsky خالد العظم‎, ‎1903, Damašek – 18. listopadu 1965, Bejrút) byl syrský politik, který v letech 1941 až 1963 zastával v šesti nesouvisejících funkčních obdobích post syrského premiéra a v roce 1941 na zhruba pět měsíců funkci úřadujícího syrského prezidenta. Pocházel z prominentní rodiny syrských politiků al-Azm a byl synem někdejšího osmanského ministra pro náboženské záležitosti. Po převratu provedeném v roce 1963 stranou Baas uprchl do exilu a dožil v libanonském Bejrútu, kde zemřel o dva roky později.
V roce 1973 byly posmrtně vydány jeho paměti, v nichž se mimo jiné vyjádřil k otázce palestinských uprchlíků, k čemuž uvedl: „Přivodili jsme zkázu milionu arabských uprchlíků tím, že jsme je opakovaně vyzvali, aby opustili svou zem, domovy a továrny.“